# Otto Promber
Max Otto Robert Promber (* 22. November 1874 in Zittau; † 17. Mai 1941 in Dresden) war ein deutscher Autor von Kinderbüchern und -spielen.

## Leben und Wirken
Er war der Sohn eines Kaufmanns. Nach der Schule nahm er zuerst eine kaufmännische Ausbildung auf und war ab 1893 als Schriftsteller und Redakteur der Universal-Korrespondenz und der Kinder-Zeitung tätig. Daneben war er auch Musterzeichner für einige Spielfabriken.

## Werke (Auswahl)
- Was wir Männer von den Frauen sagen. Aussprüche von Denkern und Dichtern. 1898.
- Neue Heide-Lieder! 1899.
- Herzmuscheln 1900.
- (m. M. Promber): Allerlei Kurzweil, Schnurrpfeiferein und Kichererbsen. Ein Spiel- und Beschäftigungsbuch. 1900.